# Marilyn Corson
Marilyn Corson, nach Heirat Marilyn Whitney (* 6. Juni 1950 in Parry Sound, Ontario), ist eine ehemalige kanadische Schwimmerin. Sie gewann bei Olympischen Spielen eine Bronzemedaille. Bei den Panamerikanischen Spielen erkämpfte sie eine Silber- und drei Bronzemedaillen und bei den Commonwealth Games eine Silbermedaille.

## Karriere
Marilyn Corson ist die Enkelin des Schwimmtrainers Matt Mann und Tochter der Schwimmerin Rosemary Dawson. Sie schwamm für den Jack Nelson Swim Club in Fort Lauderdale, die Michigan State Spartans, das Sportteam der Michigan State University, die Corson ab 1968 besuchte, und für den London Aquatic Club in London, Ontario.
Ihre internationale Karriere begann bei den British Empire and Commonwealth Games 1966 in Kingston. Dort gewann sie die Silbermedaille über 220 Yards Schmetterling hinter ihrer Landsfrau Elaine Tanner. Im Jahr darauf bei den Panamerikanischen Spielen 1967 in Winnipeg erschwamm Corson drei Bronzemedaillen in Einzelwettbewerben. Über 100 Meter Schmetterling wurde sie Dritte hinter Ellie Daniel aus den Vereinigten Staaten und Elaine Tanner. Über 200 Meter Schmetterling gelang Claudia Kolb und Lee Davis aus den Vereinigten Staaten ein Doppelsieg vor Corson. Auch über 400 Meter Lagen siegten zwei Schwimmerinnen aus den Vereinigten Staaten. Hinter Claudia Kolb und Susan Pedersen erkämpfte Corson ihre dritte Medaille. Die kanadische Lagenstaffel mit Elaine Tanner, Donna Ross, Marilyn Corson und Marion Lay wurde Zweite hinter dem US-Quartett.
Bei den olympischen Schwimmwettbewerben 1968 in Mexiko-Stadt verfehlte Corson über 100 Meter Schmetterling als 17. der Vorläufe den Halbfinaleinzug um eine Zehntelsekunde. Da Jeanne Warren das Halbfinale erreichte, bedeutete dies auch, dass Warren und nicht Corson in der Lagenstaffel schwimmen würde. Über 200 Meter Schmetterling wurde Warren 13. und Corson 15. der Vorläufe, nur die besten acht Schwimmerinnen erreichten den Endlauf. Zum Abschluss fand die 4-mal-100-Meter-Freistilstaffel statt. Es siegte die Staffel aus den Vereinigten Staaten vor der Staffel aus der DDR und den Kanadierinnen mit Angela Coughlan, Marilyn Corson, Elaine Tanner und Marion Lay.
Nach ihrem Studium war Corson 1972 in München noch einmal bei Olympischen Spielen dabei. Über 100 Meter Schmetterling schied sie im Halbfinale mit der 12. Zeit aus. Die kanadische Lagenstaffel mit Wendy Cook, Sylvia Dockerill, Marilyn Corson und Leslie Cliff erreichte das Finale mit der fünftbesten Zeit. Im Endlauf konnte sich das Quartett nicht mehr wesentlich steigern und belegte den siebten Platz.
Nach den Olympischen Spielen zog sich Corson vom Wettkampfsport zurück und heiratete. Jahrzehnte später machte sie ihren Ph.D. in Innenarchitektur. Sie war als Professorin am Savannah College of Art and Design tätig.